# Hitomi no Kakera
Hitomi no Kakera (яп. 瞳の欠片) — дебютний сингл японського дуету FictionJunction Yuuka, випущений 2004 року.
Композитор — Каджиура Юкі. 2004 року. Сингл посів 22-у сходинку хіт-параді Oricon Weekly Charts і фігурував у чартах протягом 20 тижнів.

## Список композицій
1. Hitomi no Kakera (яп. 瞳の欠片)
2. Nowhere
3. Hitomi no Kakera (караоке) (яп. 瞳の欠片（オリジナル・カラオケ)
4. Nowhere (караоке) (яп. （オリジナル・カラオケ)[2]